# Instrumentkabel
Een instrumentkabel verbindt de basgitaar, elektrische gitaar of een ander elektrisch muziekinstrument met de ingang van een versterker. Om die verbinding goed te laten verlopen moet aan een aantal voorwaarden worden voldaan. Zo dient het signaal niet al te veel verlies op te lopen bij het passeren van de kabel en dient het signaal doorgegeven te worden zonder dat bepaalde delen van het frequentiespectrum worden verzwakt of versterkt. Met andere woorden: het signaal moet zo natuurgetrouw mogelijk worden doorgegeven. Er zijn nog andere dingen van belang. Zo moet de kabel tredvast zijn. Dat betekent niet alleen dat de kabel sterk genoeg moet zijn om het gewicht van een mens op te vangen, maar ook mag het op de kabel staan geen invloed hebben op het signaal. Bovendien moet de kabel zo afgeschermd zijn dat signalen van buitenaf het signaal niet beïnvloeden. Een laatste, maar niet onbelangrijke, eis is dat de kabel ook na intensief gebruik nog netjes oprolbaar is.  
Aan de eerste eis wordt gemakkelijk voldaan. Alhoewel het signaaladertje in het midden van een instrumentkabel vaak erg dun is, speelt de weerstand geen rol van betekenis. De versterking na de kabel is vaak zo groot, dat de zeer kleine verliezen in de kabel onbelangrijk zijn. Wel belangrijk is dat de kabel het gehele frequentiegebied van het instrument evenwichtig doorgeeft. Daar hebben veel kabels moeite mee. Van belang hierbij is dat de capaciteit van de kabel laag is, het liefst lager dan 80 pF/m.
De afscherming van de kabel zorgt ervoor dat er geen stoorsignalen opgepikt worden. Die afscherming bestaat meestal uit heel veel dunne koperdraadjes, die als een kousje om de isolatie van de signaaldraad liggen. Een afscherming van 100% is onmogelijk, omdat de kabel ook soepel moet blijven, maar een afscherming van meer dan 90% is gewenst. Die afdichting hangt onder andere af van de wijze waarop de draadjes gevlochten zijn.  
Soms worden "exotische" kabels aangeboden, die voor even exotische prijzen aan de man worden gebracht. OFC (oxygen free copper) geleidt niet beter dan gewoon koper, maar is voor de fabrikant gemakkelijker te verwerken dan gewoon koper. Schermen met OFC is dus flauwekul; bovendien zijn er nog maar weinig goede kabels van ‘gewoon’ koper te vinden. Zilver geleidt een heel klein beetje beter dan koper (nauwelijks meetbaar), maar sommige mensen beweren dat toch te kunnen horen. De meeste 'zilveren' kabels bestaan in feite uit verzilverd koperdraad. Verzilverd koper kan problemen opleveren bij de overgang van het koper naar het zilveren laagje, vooral van belang omdat hoge frequenties in een elektrische stroom de neiging heeft om zich langs de buitenzijde van de draad voort te bewegen, het zogenaamde skineffect. Aangezien zilver een lagere soortelijke weerstand heeft dan koper, zou er minder signaalverlies moeten optreden van de hogere frequenties wat met name over langere lengtes merkbaar is. Dit skineffect is bij het frequentiebereik van door mensen hoorbaar geluid te verwaarlozen.